# Nearctopsylla brooksi
Nearctopsylla brooksi är en loppart som först beskrevs av Rothschild 1904.  Nearctopsylla brooksi ingår i släktet Nearctopsylla och familjen mullvadsloppor. Inga underarter finns listade i Catalogue of Life.